# Lode Claes
Lode Claes (Borgerhout, 17 juin 1913 - Cadzand, 16 février 1997) fut un journaliste et un homme politique belge. 